# خلیج چابهار
| کرانهٔ خلیج چابهار از سوی چابهار |                   |
| کشور                            | ایران             |
| استان                           | سیستان و بلوچستان |
| نوع خلیج                        | اُمگایی            |
| طول                             | ۱۷ کیلومتر        |
| عرض                             | ۲۰ کیلومتر        |
| بیشینهٔ عمق                      | ۲۰ متر            |
| تعداد فرودگاههای منطقه          | ۲                 |

خَلیجِ چابَهار بزرگ‌ترین خلیج ایران در حاشیه کرانه‌های دریای مکران است. این خلیج به خاطر شکل حلقه‌ای (Ω) خود در زمین‌شناسی از نوع خلیج‌های اُمگایی نامیده می‌شود.
در نقطهٔ آغاز شرقی این خلیج شهر چابهار قرار دارد و در پایانگاه غربی آن دماغهٔ پُزم. شهر چابهار در خاور و شهر کنارک در باختر کرانه‌های این خلیج واقع شده‌اند که هر دو دارای فرودگاه می‌باشند. جاده‌ای آسفالته که محیط این خلیج را دور می‌زند این دو شهر را به هم متصل می‌کند. بنادر تجاری و ترانزیتی چابهار و کنارک در شرق و غرب خلیج چابهار بزرگ‌ترین بنادر ایرانی دریای مکران می‌باشند.
۱۴ هزار هکتار از اراضی شرق خلیج چابهار به عنوان منطقه آزاد تجاری چابهار تعیین شده‌اند. این منطقه آزاد به ۹ پیکره بخش می‌شود. در زمین‌های کناره خلیج چابهار و در محدوده منطقهٔ آزاد، ده‌ها کیلومتر جاده، اتوبان و راه، چندین مجتمع تجاری بزرگ، چندین کارخانه و شرکت تولیدی و صنعتی و بهترین هتل استان قرار دارد. بندر چابهار دارای دو اسکله شهید کلانتری و شهید بهشتی است.
پایگاه سوم نیروی دریایی ارتش جمهوری اسلامی ایران|پایگاه سوم نیروی دریایی ارتش در جنوب غربی‌ترین نقطه خلیج قرار دارد.